# Ichneumon polyxanthus
Ichneumon polyxanthus är en stekelart som först beskrevs av Joseph Kriechbaumer 1869.  Ichneumon polyxanthus ingår i släktet Ichneumon och familjen brokparasitsteklar. Inga underarter finns listade i Catalogue of Life.